# Principado da Albânia
O Principado da Albânia se refere à monarquia de curta duração na Albânia, liderada por William, o príncipe da Albânia para o estado após a Primeira Guerra Mundial, até a abolição da monarquia em 1925, quando a Albânia foi declarada uma república.

## Antecedentes
Depois de lutas de independência de reputação apenas local, provocações estrangeiras, miseráveis condições económicas, e tentativas modestas de reforma religiosa e social alimentaram levantes albaneses que visavam o príncipe e a comissão de controle. A propaganda otomana, que apelava aos camponeses iletrados leais ao Islã e os líderes espirituais islâmicos atacaram o regime albanês como um fantoche dos latifundiários e das grandes potências cristãs da Europa. A Grécia, insatisfeita que as grandes potências não lhe atribuíam o sul da Albânia, também encorajou revoltas contra o governo albanês. Os gregos locais proclamaram a República Autônoma do Epiro do Norte, com sua capital em Argirocastro, a despeito da decisão das Grandes Potências. A Itália tramou com Essad Paşa para derrubar o novo príncipe. O Montenegro e a Sérvia tramaram com as tribos do norte. Por seu lado, as grandes potências deram apoio ao príncipe Guilherme. A insurreição geral, no verão de 1914 tirou o príncipe do controle, exceto em Durrës e Vlorë.

## Principado
O Principado foi criado em 21 de fevereiro de 1914. A Albânia estava sob governo otomano desde cerca de 1478 até o Tratado de Londres em maio de 1913, quando as grandes potências reconheceram a independência da Albânia. As grandes potências selecionaram o  Príncipe William de Wied, um sobrinho da Rainha Elisabeth da Roménia para se tornar o soberano da Albânia recém-independente. A oferta formal foi feita por 18 delegados albaneses representando os 18 distritos da Albânia, em 21 de fevereiro de 1914, uma oferta que ele aceitou. Fora da Albânia William foi denominado príncipe, mas na Albânia foi designado mbret (rei) de forma a que não parecesse inferior ao rei de Montenegro.
O príncipe William chegou na Albânia, na capital provisória de Durrës em 7 de março de 1914, juntamente com a família real. A segurança da Albânia seria fornecida por uma corporação policial comandada por oficiais holandeses. William deixou Albânia em 3 de setembro de 1914 na sequência de uma revolta pan-islâmica iniciada por Essad Paşa e depois assumida por Haji Kamil, o comandante militar do Emirado Islâmico da Albânia, com capital em Tirana. No entanto, nunca renunciou a seu direito ao trono.

## Primeira Guerra Mundial
A Primeira Guerra Mundial interrompeu todas as atividades do governo na Albânia, enquanto o país estava dividido em uma série de governos regionais. O caos político envolveu a Albânia após a eclosão da Primeira Guerra Mundial. Cercado por insurgentes em Durrës, príncipe Guilherme partiu do país em setembro de 1914, apenas seis meses após a sua chegada e, posteriormente, se juntou ao exército alemão e serviu na Frente Oriental. O povo albanês se dividiu em linhas religiosas e tribais após a partida do príncipe. Os muçulmanos exigiram um príncipe muçulmano e olharam para a Turquia como a protetora dos privilégios que eles haviam tido. Outros albaneses não se tornaram mais do que agentes da Itália e da Sérvia. Ainda outros, incluindo muitos beys e chefes dos clãs, não reconheciam nenhuma autoridade superior.
No final de 1914, a Grécia ocupou o sul da Albânia, incluindo Korçë e Gjirokastër. A Itália ocupou Vlorë, e a Sérvia e Montenegro ocuparam partes do norte da Albânia até uma ofensiva das Potências Centrais espalhadas pelo exército sérvio, que foi evacuado pelos franceses para Salónica. As forças austro-húngaras e búlgaras, em seguida, ocuparam cerca de dois terços do país. Sob o Tratado de Londres, assinado em Abril de 1915, a Itália prometeram que ganhariam Vlorë e terras nas proximidades e um protetorado sobre a Albânia, em troca de entrar na guerra contra a Áustria-Hungria e contra a Alemanha. Boa parte do norte da Albânia foi prometido a Sérvia e Montenegro, e para a Grécia foi prometido muito da metade sul do país. O tratado deixou um pequeno Estado albanês que seria representado pela Itália nas suas relações com as outras grandes potências. Em setembro de 1918, as Forças da Entente romperam as linhas das Potências Centrais ao norte de Salónica, e dentro de dias, as forças austro-húngaras começaram a se retirar da Albânia. Quando a guerra terminou em 11 de novembro de 1918, o exército da Itália havia ocupado a maior parte da Albânia, a Sérvia manteve muito das montanhas do norte do país, a Grécia ocupa uma parcela de terra nas fronteiras de 1913 da Albânia e as forças francesas ocuparam Korçë e Shkodër, bem como de outras regiões com considerável população albanesa, como o Kosovo, que foi devolvido à Sérvia.

## O pós-guerra
A confusão política albanesa continuou depois da Primeira Guerra Mundial. O país não dispunha de um governo reconhecido e os albaneses temiam, com razão, que a Itália, Iugoslávia e Grécia conseguiriam dividir o país e terminar com a existência da Albânia como um país independente. As forças italianas controlavam a atividade política albanesa nas áreas que eles ocupavam, os sérvios se esforçavam para tomar o norte da Albânia e os gregos tentavam controlar o sul do país. 
Uma delegação mandada pela Assembleia Nacional Albanesa que já havia se reunido em Durrës em dezembro de 1918 tentou defender os interesses albaneses na Conferência de Paz de Paris, mas a conferência negou a representação oficial da Albânia. A Assembleia Nacional, já se mstrando visivelmente preocupada para manter a Albânia intacta, manifestou disponibilidade para aceitar proteção italiana ou até mesmo um príncipe italiano como governante, desde que a Albânia não perdesse territórios com isso. As tropas sérvias realizavam ações em áreas de fronteira com população albanesa, enquanto guerrilhas albanesas atuavam na Sérvia e em Montenegro. 
Em janeiro de 1920, na Conferência de Paz de Paris, os negociadores França e Inglaterra concordaram em dividir a Albânia entre Grécia, Itália e Iugoslávia visando encontrar uma solução para o problema de disputa territorial entre Itália e Iugoslávia. A negociação foi feita à revelia dos albaneses e com a ausência de um representante norte-americano. 
Os membros do Congresso de Lushnjë em janeiro de 1920, rejeitaram o plano de partilha e advertiram que os albaneses poderiam entrar em guerra para defender a independência de seu país e sua integridade territorial. A Assembleia Nacional nomeou uma regência composta de quatro homens para governar o país. Em fevereiro de 1920, o governo se mudou para Tirana, que é a capital do país até hoje. 
Em março de 1920, o presidente dos Estados Unidos Woodrow Wilson interveio para bloquear as decisões do acordo de Paris. Os Estados Unidos expressaram seu apoio à independência da Albânia, reconhecendo um representante albanês oficial em Washington, e em dezembro, a Liga das Nações reconhece a soberania da Albânia, admitindo-a como um membro de pleno direito, ainda assim, as fronteiras do país continuavam instáveis.

## Ver Também
- Reino da Albânia